# Ataques aéreos israelenses no Iêmen em dezembro de 2024
Em dezembro de 2024, Israel realizou vários ataques aéreos contra os Houthis, uma milícia zaidita apoiada pelo Irã, em resposta aos ataques dos houthis a centros populacionais israelenses.
Na manhã de 19 de dezembro de 2024, Israel empreendeu diversos ataques aéreos no oeste do Iêmen, em uma operação militar denominada Operação Cidade Branca (em inglês:  Operation White City).
Pelo menos nove civis morreram e outros três ficaram feridos. As Forças de Defesa de Israel atacaram um porto e uma instalação petrolífera perto da capital Sanaa, utilizados pelos houthis em suas operações militares, o que, segundo eles, foi uma retaliação aos ataques com drones e mísseis houthis contra Israel. As fontes houthis afirmaram que os ataques israelenses tiveram como alvo as usinas de Heyzaz e Dhahban, perto de Sanaa, bem como o Porto de Hudaydah e a instalação petrolífera de Ras Isa.
Em 26 de dezembro, a Força Aérea Israelense realizou outra operação militar com vinte e cinco aeronaves atingindo vários alvos nas áreas do Iêmen controladas pelo Movimento Houthi, principalmente no Aeroporto Internacional El Rahaba, na capital, e o porto de al-Hodeida. De acordo com Israel, os ataques aéreos, que faziam parte de sua operação de codinome Operação Sons do Vinhedo (em inglês:  Operation Sounds of the Vineyard), foram realizados em resposta ao disparo de mísseis balísticos e veículos aéreos não tripulados contra Israel pelo movimento houthi. Aconteceu como parte do envolvimento dos houthis na Guerra de Gaza.
Entre os ataques, o primeiro-ministro israelense Benjamin Netanyahu afirmou que "os houthis também aprenderão o que o Hamas, o Hezbollah, o regime de Assad e outros aprenderam — e mesmo que leve tempo, essa lição será aprendida em todo o Oriente Médio."

## Contexto
Após o ataque liderado pelo Hamas contra Israel em 7 de outubro de 2023, que matou 1.200 pessoas, Israel respondeu com uma ofensiva na Faixa de Gaza que matou mais de 45.000 palestinos. Em solidariedade aos palestinos, os Houthis lançaram uma campanha de ataques contra navios mercantes que, segundo eles, estavam ligados a Israel, aos Estados Unidos e ao Reino Unido no Mar Vermelho e no Golfo de Áden; no entanto, muitos navios visados não tinham ligações com os três países.
Em 2024, os Houthis lançaram mais de 200 mísseis e 170 drones contra Israel, a maioria dos quais foi interceptada antes de atingir seus alvos. Isto resultaria nas represálias israelenses de 20 de julho (Operação Braço Estendido) e de 29 de setembro.
As operações aéreas israelenses foram planejadas durante semanas em resposta a ataques anteriores a Israel e começaram dentro de uma hora a partir do momento da chegada de um míssil balístico disparado pelos Houthis no espaço aéreo israelense. O míssil causou a ativação do sistema de alarme de perigo israelense e, portanto, interrompeu o sono de milhões de israelenses, tendo que evacuar para um local seguro. O míssil foi parcialmente interceptado pelo sistema de defesa Arrow. A ogiva do míssil, que não explodiu durante a interceptação, atingiu um prédio escolar em Ramat Gan e detonou. Apesar da pesada destruição do prédio, não havia crianças dentro (era por volta das 3 da manhã) e nenhum ferimento humano foi relatado. Os aviões israelenses já estavam no ar a caminho do Iêmen no momento do ataque.

## Ataques aéreos

### Operação Cidade Branca (19 de dezembro)
Os ataques aéreos ocorreram em duas ondas e resultaram no lançamento de dezenas de munições contra cinco alvos. Quatorze caças, juntamente com reabastecedores e aeronaves de vigilância, participaram da operação. A aeronave decolou por volta da 1h da madrugada e embarcou em um voo de 1.800 quilômetros (1.100 mi) para o Iêmen. Foram realizados durante a noite devido a preocupações operacionais e tentativas de melhorar a inteligência sobre os alvos. A primeira onda começou às 3h15 da madrugada e teve como alvo a costa do Iêmen no Mar Vermelho, atingindo os portos de Hudaydah, Ras Isa e Salif. Quatro ataques aéreos foram relatados em Al Hudaydah, incluindo dois que atingiram o terminal de petróleo de Ras Isa. Sete pessoas foram mortas em al-Salif, dois funcionários do terminal foram mortos e outro ficou ferido em Ras Isa, e duas pessoas ficaram feridas no Porto de Hudaydah. Os ataques também destruíram oito rebocadores. A segunda onda, que ocorreu às 4h30, teve como alvo as usinas de energia de Dhahban e Heyzaz, localizadas respectivamente ao norte e ao sul de Sanaa. O porta-voz das Forças de Defesa de Israel, Daniel Hagari, disse que os ataques tiveram como alvo a infraestrutura portuária e energética usada para atividades militares pelos Houthis.

### Operação Sons do Vinhedo (26 de dezembro)

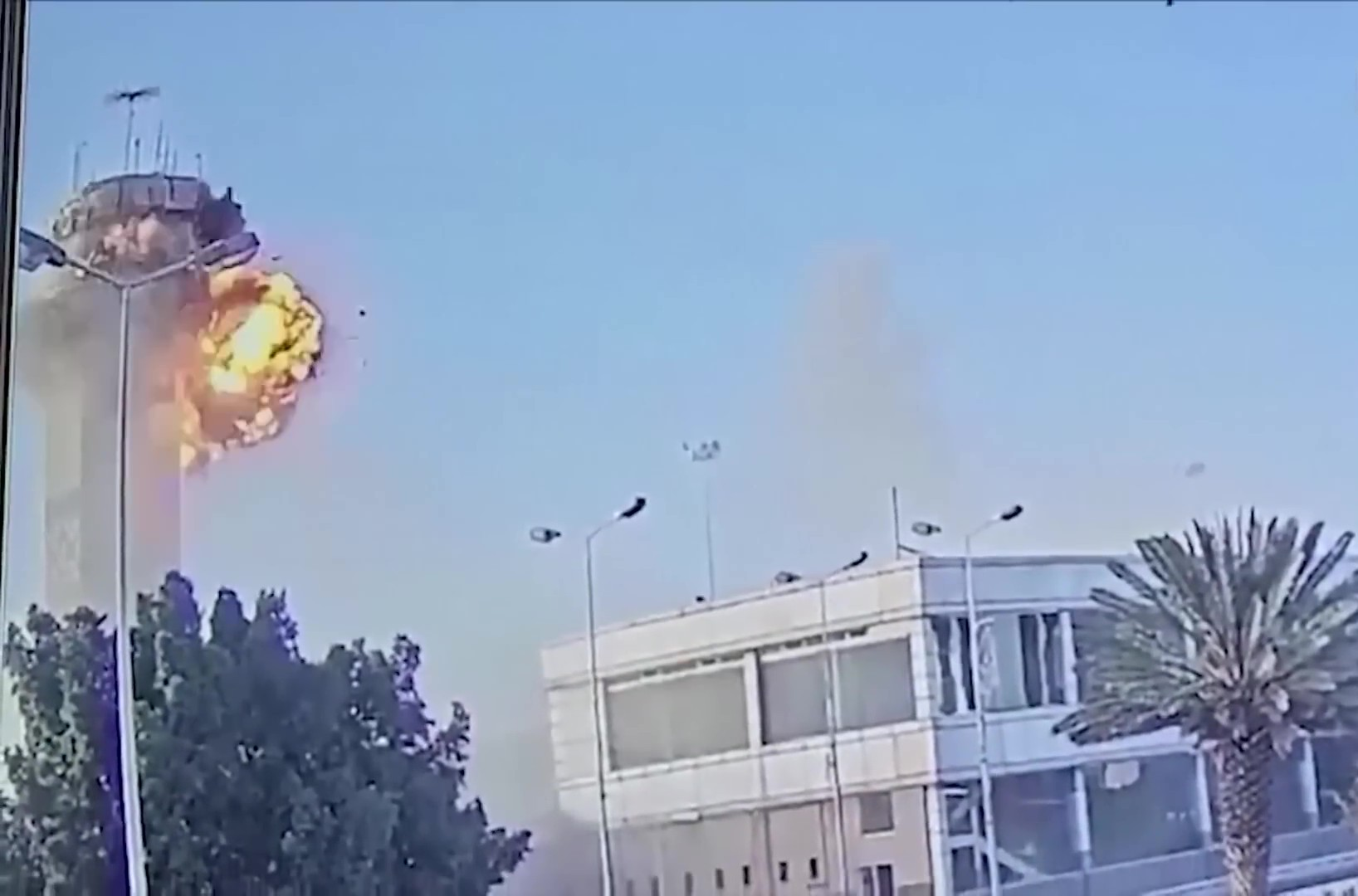
Imagem do circuito interno de televisão do ataque aéreo israelense na torre do Aeroporto de Sanaa

A Força Aérea Israelense conduziu uma série de ataques diurnos visando a infraestrutura controlada pelos Houthis no Iêmen, incluindo o Aeroporto Internacional de Sanaa, o porto de Hudaydah e uma usina elétrica perto de Sanaa. A operação denominada Operação Sons do Vinhedo, envolvendo 25 aeronaves, teve como objetivo maximizar os danos, mantendo um elemento surpresa. Os principais alvos incluíam a torre de controle do aeroporto, que foi desativada, e aeronaves civis supostamente usadas pelo governo houthi. Relatos indicam vítimas e danos à infraestrutura, com alegações de que alguns alvos eram civis. Uma segunda onda ocorreu logo após os ataques iniciais. Incluiu sete ataques ao Aeroporto Internacional de Sanaa, que destruíram a torre de controle do aeroporto e danificaram a pista, bem como três ataques ao porto de Hodeidah e às usinas de Haziz e Ras Qantib. O meio de comunicação de propriedade dos Houthis, Al Masirah, relatou que pelo menos quatro pessoas foram mortas e outras 16 ficaram feridas nos ataques, três delas foram mortas no Aeroporto Internacional de Sanaa e outra pessoa foi morta no porto de Ras Issa. Três outras pessoas foram dadas como desaparecidas em Hodeidah. Várias aeronaves da Força Aérea Iemenita sob o Conselho Político Supremo capturadas durante a guerra civil iemenita também estavam entre os alvos. A Base Aérea de Al-Dailami também teria sido atingida. O Diretor-Geral da Organização Mundial da Saúde, Tedros Adhanom Ghebreyesus, e uma equipe das Nações Unidas estavam prestes a embarcar em um avião no aeroporto de Sanaa no momento dos ataques. Um membro da tripulação do avião ficou ferido. O número de mortos posteriormente aumentou para seis, com mais 40 feridos.

## Reação dos houthis
Dois dias após os ataques aéreos israelenses iniciais no Iêmen, os houthis iemenitas lançaram um míssil balístico, atingindo Tel Aviv, Israel, em um raro caso de interceptação aérea malsucedida. O míssil caiu em um parque infantil, causando 18 feridos por fragmentos de vidro quebrados e pela necessidade de evacuação em busca de abrigo. Os houthis alegaram que se tratava de um míssil balístico hipersônico chamado "Palestina-2" e que estava direcionado a um alvo militar israelense na área de Tel Aviv.
Após a segunda onda de ataques aéreos israelenses no Iêmen, os houthis iemenitas lançaram outro míssil balístico contra Tel Aviv, fazendo soar sirenes em todo o centro de Israel.